# Carballeira (Nogueira de Ramuín)
Carballeira (llamada oficialmente San Xosé da Carballeira) es una parroquia y una aldea del municipio español de Nogueira de Ramuín, en la provincia de Orense, Galicia.

## Toponimia
La parroquia también es conocida por los nombres de San José de Carballeira y San Xosé de Carballeira.

## Organización territorial
La parroquia está formada por diecinueve entidades de población, constando catorce de ellas en el nomenclátor del Instituto Nacional de Estadística español:

### Entidades de población
Entidades de población que forman parte de la parroquia:
- A Barxela
- A Buzaxe
- A Carballeira
- Almorfe
- A Pena
- A Seara do Río
- Casdecid
- Casdosteo
- Casuxeto
- Celeiros
- Covelas
- Nespereira
- O Val
- Pousada
- San Vicente
- Santa Xusta
- Souto do Chao
- Vilanova

### Despoblado
Despoblado que forma parte de la parroquia:
- Zumento

## Demografía

### Parroquia
| Gráfica de evolución demográfica de Carballeira (parroquia) entre 2000 y 2023 |
|                                                                               |
| Datos según el nomenclátor publicado por el INE.                              |

### Aldea
| Gráfica de evolución demográfica de A Carballeira (aldea) entre 2000 y 2023 |
|                                                                             |
| Datos según el nomenclátor publicado por el INE.                            |